# Маріон Бартолі

Маріо́н Бартолі́ (фр. Marion Bartoli; нар. 2 жовтня 1984) — французька тенісистка-професіонал, чемпіонка Вімблдону 2013.
Бартолі відома своєю активною грою на корті. Використовує дворучний як форхенд, так і бекхенд, і класифікується як гравець з агресивним стилем гри. Цей стиль гри Маріон виробила за допомогою свого батька і тренера після перемоги Моніки Селеш над Штеффі Граф у фіналі Роланд Гаросу −1992.
14 серпня 2013 року, менше ніж через два місяці після перемоги на Вімблдонському турнірі, Бартолі несподівано оголосила про завершення спортивної кар'єри.

## Статистика

### Фінали турнірів Великого шолома

#### Одиночний розряд: 2 (1–1)
| Результат | Рік  | Турнір    | Поверхня | Супротивниця   | Рахунок  |
| --------- | ---- | --------- | -------- | -------------- | -------- |
| Поразка   | 2007 | Wimbledon | Трава    | Вінус Вільямс  | 4–6, 1–6 |
| Перемога  | 2013 | Wimbledon | Трава    | Сабіне Лісіцкі | 6–1, 6–4 |

### Історія виступів в турнірах Великого шолома
| Турнір          | 2000 | 2001 | 2002 | 2003 | 2004 | 2005 | 2006 | 2007 | 2008 | 2009 | 2010 | 2011 | 2012 | 2013 | Усп    | В–П   |
| --------------- | ---- | ---- | ---- | ---- | ---- | ---- | ---- | ---- | ---- | ---- | ---- | ---- | ---- | ---- | ------ | ----- |
| Australian Open | A    | A    | 1к   | 1к   | 2к   | 2к   | 2к   | 2к   | 1к   | ЧФ   | 3к   | 2к   | 3к   | 3к   | 0 / 12 | 15–12 |
| French Open     | A    | 1к   | 1к   | 2к   | 1к   | 1к   | 2к   | 4к   | 1к   | 2R   | 3R   | ПФ   | 2к   | 3к   | 0 / 13 | 16–13 |
| Wimbledon       | A    | A    | A    | 1к   | 3к   | 2к   | 2к   | Ф    | 3к   | 3к   | 4к   | ЧФ   | 2к   | П    | 1 / 11 | 28–10 |
| US Open         | A    | A    | 3к   | 1к   | 2к   | 3к   | 3к   | 4к   | 4к   | 2к   | 2к   | 2к   | QF   | A    | 0 / 11 | 20–11 |
| Ви–Пр           | 0–0  | 0–1  | 2–3  | 1–4  | 4–4  | 4–4  | 5–4  | 13–4 | 5–4  | 8–4  | 7–4  | 11–4 | 8–4  | 11–2 | 1 / 47 | 79–46 |

## Фінали турнірів WTA

### Одиночний розряд: 19 (8 титулів, 11 поразок)
| Легенда                                          |
| ------------------------------------------------ |
| Турніри Великого шлему (1–1)                     |
| WTA Elite Trophy (0–1)                           |
| WTA 1000 (Premier 5) (0–1)                       |
| WTA 500 (Tier II / Premier) (2–4)                |
| WTA 250 (Tier III/Tier IV / International) (5–4) |

| Фінали за покриттям |
| ------------------- |
| Тверде (5–8)        |
| Трава (2–1)         |
| Ґрунт (0–2)         |
| Килим (1–0)         |

| Результат | В-П  | Дата     | Турнір                                      | Категорія     | Покриття   | Опонент            | Рахунок            |
| --------- | ---- | -------- | ------------------------------------------- | ------------- | ---------- | ------------------ | ------------------ |
| Перемога  | 1–0  | Січ 2006 | WTA Auckland Open, Нова Зеландія            | Tier IV       | Тверде     | Віра Звонарьова    | 6–2, 6–2           |
| Поразка   | 1–1  | Вер 2006 | Commonwealth Bank Tennis Classic, Індонезія | Tier III      | Тверде     | Світлана Кузнецова | 5–7, 2–6           |
| Перемога  | 2–1  | Жов 2006 | Japan Open, Японія                          | Tier III      | Тверде     | Накамура Айко      | 2–6, 6–2, 6–2      |
| Перемога  | 3–1  | Жов 2006 | Tournoi de Québec, Канада                   | Tier III      | Килим (i)  | Ольга Пучкова      | 6–0, 6–0           |
| Поразка   | 3–2  | Тра 2007 | Prague Open, Чехія                          | Tier IV       | Ґрунт      | Морігамі Акіко     | 1–6, 3–6           |
| Поразка   | 3–3  | Лип 2007 | Вімблдонський турнір, UK                    | Grand Slam    | Трава      | Вінус Вільямс      | 4–6, 1–6           |
| Поразка   | 3–4  | Лип 2008 | Silicon Valley Classic, США                 | Tier II       | Тверде     | Александра Возняк  | 5–7, 3–6           |
| Поразка   | 3–5  | Січ 2009 | Brisbane International, Австралія           | International | Тверде     | Вікторія Азаренко  | 3–6, 1–6           |
| Перемога  | 4–5  | Бер 2009 | Monterrey Open, Мексика                     | International | Тверде     | Лі На              | 6–4, 6–3           |
| Перемога  | 5–5  | Лип 2009 | Stanford Classic, США                       | Premier       | Тверде     | Вінус Вільямс      | 6–2, 5–7, 6–4      |
| Поразка   | 5–6  | Лис 2009 | Турнір чемпіонок WTA, Індонезія             | Elite         | Тверде (i) | Араван Резаї       | 5–7, ret.          |
| Поразка   | 5–7  | Бер 2011 | Indian Wells Open, U.S.                     | Premier 5     | Тверде     | Каролін Возняцкі   | 1–6, 6–2, 3–6      |
| Поразка   | 5–8  | Тра 2011 | Internationaux de Strasbourg, Франція       | International | Ґрунт      | Андреа Петкович    | 4–6, 0–1 ret.      |
| Перемога  | 6–8  | Чер 2011 | Eastbourne International, UK                | Premier       | Трава      | Петра Квітова      | 6–1, 4–6, 7–5      |
| Поразка   | 6–9  | Лип 2011 | Stanford Classic, США                       | Premier       | Тверде     | Серена Вільямс     | 5–7, 1–6           |
| Перемога  | 7–9  | Жов 2011 | Japan Women's Open                          | International | Тверде     | Саманта Стосур     | 6–3, 6–1           |
| Поразка   | 7–10 | Лют 2012 | Open GDF Suez, Франція                      | Premier       | Тверде (i) | Анджелік Кербер    | 6–7(3–7), 7–5, 3–6 |
| Поразка   | 7–11 | Лип 2012 | San Diego Open, США                         | Premier       | Тверде     | Домініка Цібулкова | 1–6, 5–7           |
| Перемога  | 8–11 | Лип 2013 | Wimbledon Championships, UK                 | Grand Slam    | Трава      | Сабіне Лісіцкі     | 6–1, 6–4           |

### Парний розряд: 7 (3 титули, 4 поразки)
| Легенда                          |
| -------------------------------- |
| Grand Slam                       |
| WTA 500 (Tier II) (0–3)          |
| WTA 250 (Tier IV / Tier V) (3–1) |

| Фінали за покриттям |
| ------------------- |
| Тверде (1–3)        |
| Ґрунт (2–0)         |
| Килим (0–1)         |

| Результат | В-П | Дата     | Турнір                                  | Категорія | Покриття   | Партнер              | Опоненти                                            | Рахунок            |
| --------- | --- | -------- | --------------------------------------- | --------- | ---------- | -------------------- | --------------------------------------------------- | ------------------ |
| Поразка   | 0–1 | Лют 2003 | Open GDF Suez, Франція                  | Tier II   | Килим (i)  | Стефані Коен-Алоро   | - Барбара Шетт - Патті Шнідер                       | 6–2, 2–6, 6–7(5–7) |
| Поразка   | 0–2 | Жов 2003 | Linz Open, Австрія                      | Tier II   | Тверде (i) | Сільвія Фаріна-Елія  | - Лізель Губер - Суґіяма Ай                         | 1–6, 6–7(6–8)      |
| Перемога  | 1–2 | Кві 2004 | Гран-прі принцеси Лалли Мер'єм, Марокко | Tier V    | Ґрунт      | Емілі Луа            | - Ельс Калленс - Катарина Среботнік                 | 6–4, 6–2           |
| Поразка   | 1–3 | Жов 2004 | Tashkent Open, Узбекистан               | Tier IV   | Тверде     | Мара Сантанджело     | - Адріана Серра-Дзанетті - Антонелла Серра-Дзанетті | 6–1, 3–6, 4–6      |
| Перемога  | 2–3 | Січ 2005 | Pattaya Women's Open, Таїланд           | Tier IV   | Тверде     | Анна-Лена Гренефельд | - Марта Домаховська - Сільвія Талая                 | 6–3, 6–2           |
| Перемога  | 3–3 | Тра 2006 | Prague Open, Чехія                      | Tier IV   | Ґрунт      | Шахар Пеєр           | - Ешлі Гарклроуд - Бетані Маттек-Сендс              | 6–4, 6–4           |
| Поразка   | 3–4 | Січ 2007 | Sydney International, Австралія         | Tier II   | Тверде     | Мейлен Ту            | - Анна-Лена Гренефельд - Меган Шонессі              | 3–6, 6–3, 6–7(2–7) |